# 多田哲也
多田 哲也（ただ てつや、1980年6月7日 - ）は、日本の実業家。株式会社KOKOMO代表取締役。香川県高松市出身。
妻は雑誌やブライダルモデルとして活動していたSEIRA。

## 略歴
香川県の高松市で育ち、高校生活は停学になった事がきっかけとなり一年目にして中退。夢だった美容師の道に入った。
16歳から美容室で働き、20歳で店長に。その後23歳で独立した。2017年には高松市に自社ビルKOKOMOビルを構える他、8店舗の美容サロンを全国に経営する実業家となる。
なお、自社ビルの名前「KOKOMO」は、映画『カクテル』の主題歌、ザ・ビーチ・ボーイズの『KOKOMO』からとったとのこと。